# Bulusan (Karangdowo)
Bulusan is een bestuurslaag in het regentschap Klaten van de provincie Midden-Java, Indonesië. Bulusan telt 2082 inwoners (volkstelling 2010).